# Bogdan Bernaczyk-Słoński
Bogdan Robert Bernaczyk-Słoński (ur. 26 września 1952) – polski dyrektor teatrów, konsul generalny RP w Lille (2009–2013).

## Życiorys
Bogdan Bernaczyk-Słoński urodził się w rodzinie Kazimierza i Danuty z domu Mischal. Ukończył polonistykę na Uniwersytecie Warszawskim oraz reżyserię dramatu na Państwowej Wyższej Szkole Teatralnej. Po studiach był asystentem reżysera w Teatrze Polskim w Warszawie, w połowie lat 80. także reżyserem teatralnym w Elblągu i Opolu. Był dyrektorem kilku teatrów: Teatr Szwedzka 2/4 (1992–1994) i Teatru Rozmaitości w Warszawie (1994–1999) oraz Instytutu Adama Mickiewicza. Mieszkał także w Belgii. Po 2000 był krajowym koordynatorem Sezonu Kultury Polskiej we Francji oraz w Izraelu. Od 2009 do 2013 pełnił funkcję konsula generalnego RP w Lille.